# 김지선 (배우)
김지선(1992년 5월 6일 ~ )는 대한민국의 배우이다.

## 출신 학교
- 국민대학교 문과대학 국사학과 (11학번)
- 명덕여자고등학교

## 출연작

### 드라마
- 1998년 《옛사랑의 그림자》
- 1998년 《육남매》 - 미화 역
- 1998년 《전설의 고향》
- 1999년 《해피투게더》
- 1999년 《토마토》 - 혜진 역
- 2003년 《대장금》- 최상궁 어린시절 역
- 2003년 《MBC 베스트극장》 539회 〈우리들의 작문교실〉(6월 20일)
- 2004년 《깡순이》 - 한강순 역
- 2004년 《빙점》 - 최소영 역

### 영화
- 《링》 (1999년) - 보람 역
- 《주노명 베이커리》 (2000년) - 주희연 역
- 《고해》 (2001년) - 오가영 역
- 《국화꽃향기》 (2003년) - 민정 역
- 《박수칠 때 떠나라》 (2005년) - 무당 딸 역
- 《홀리데이》 (2006년) - 효경 역
- 《숲》 (2006년) - 소녀 역
- 《야수》 (2006년) - 유강진 딸 역
- 《리턴》 (2007년) - 여중생 역
- 《죽이고 싶은 남자》 (2008년) - 민경 역